# سالي كلارك
سالي كلارك (بالإنجليزية: Sally Clark)‏ هي كاتبة عدل ‏ ومحامية بريطانية، ولدت في 15 أغسطس 1964 في Devizes ‏ في المملكة المتحدة، وتوفيت في 15 مارس 2007 في Hatfield Peverel ‏ في المملكة المتحدة بسبب جرعة زائدة.